# Powiatul Wadowice
Județul Wadowice (în poloneză Powiat wadowicki) este o unitate teritorial-administrativă și administrație locală (powiat) în voievodatul Polonia Mică, sudul Poloniei.
Județul a fost înființat în data de 1 ianuarie 1999 ca rezultat al reformelor poloneze locale adoptate în anul 1998. Sediul administrativ al județului și cel mai mare oraș este Wadowice, locul de naștere a Papei Ioan Paul al II-lea, care este la 38 km de capitala regională Cracovia. În județ mai există orașele: 
- Andrychów la 13 km spre sud de Wadowice,
- Kalwaria Zebrzydowska la 13 km spre sud de Wadowice.

Județul are o suprafață de 645,74 km pătrați. În anul 2006 populația totală a județului era de 154.304 persoane, din care populația orașului Andrychów era 21.691 locuitori, a orașului Wadowice de 19.149, iar a orașului Kalwaria Zebrzydowska de 4.503 locuitori. Populația rurală era de 108.961 locuitori.

## Județe învecinate
Județul Wadowice se învecinează:
- spre nord cu județul Chrzanów
- la est cu județul Cracovia și județul Myślenice
- la sud cu județul Sucha
- la sud-vest cu județul Żywiec
- la vest cu județul Bielsko
- la nord-vest cu județul Oświęcim

## Diviziunile administrative
Județul este împărțit în zece comune (gmina)  ( trei urban-rurală și șapte rurale). Acestea sunt prezentate în tabelul de mai jos, în ordinea descrescătoare a populației.
| Comuna                       | Tip         | Suprafața (km²) | Populația (2006) | Sediu                 |
| Comuna Andrychów             | urban-rural | 100.6           | 42,893           | Andrychów             |
| Comuna Wadowice              | urban-rural | 113.0           | 37,481           | Wadowice              |
| Comuna Kalwaria Zebrzydowska | urban-rural | 75.3            | 19,210           | Kalwaria Zebrzydowska |
| Comuna Wieprz                | rural       | 74.5            | 11,493           | Wieprz                |
| Comuna Brzeźnica             | rural       | 66.3            | 10,232           | Brzeźnica             |
| Comuna Spytkowice            | rural       | 47.0            | 9,376            | Spytkowice            |
| Comuna Tomice                | rural       | 41.7            | 7,232            | Tomice                |
| Comuna Stryszów              | rural       | 46.1            | 6,690            | Stryszów              |
| Comuna Lanckorona            | rural       | 40.6            | 5,819            | Lanckorona            |
| Comuna Mucharz               | rural       | 37.3            | 3,878            | Mucharz               |